# Familistas
Los familistas fueron una secta religiosa mística fundada en Holanda hacia 1540 por Hendrik Niclaes con el nombre de Familia Caritatis (Hus der Lieften; Huis der Liefde; Haus der Liebe; Familia o Casa de amor).
Los familistas basaban la perfección religiosa en el amor mutuo, pero exageraban, a ojos del resto de protestantes, colocando la caridad por encima de la fe. Decían, además, que siendo Dios amor, el que realiza el amor entra en la presencia divina y se diviniza en cierto modo.
En una confesión de fe publicada en 1575 protestaron ante las acusaciones que se les dirigían de apartarse de los preceptos evangélicos.
En Inglaterra hicieron una activa propaganda desde los últimos años del reinado de Eduardo VI, pero fueron perseguidos tanto en los gobiernos de María I como de Isabel I. Se considera que este movimiento se extinguió hacia el siglo XVII.